# The Flood (canção de Cheryl Cole)
"The Flood" é uma canção da cantora britânica Cheryl Cole, gravada para o seu segundo álbum de estúdio Messy Little Raindrops. Foi escrita por Priscilla Hamilton e Wayne Wilkins, cujo último também produziu a faixa com o auxílio de Antwoine "T-Wiz" Collins. A música foi lançada a 2 de Janeiro de 2011 em formato digital, como segundo single do disco, pela Fascination.

## Faixas e formatos
A versão digital de "The Flood" foi lançada em formato EP que contém quatro faixas, com uma duração total de treze minutos e quarenta e três segundos. Foi editado um CD single também com duas músicas.
| CD single      |                                       |         |  |
| N.º            | Título                                | Duração |  |
| 1.             | "The Flood"                           | 3:57    |  |
| 2.             | "The Flood" (The Wideboys Radio Edit) | 3:01    |  |
| Duração total: | Duração total:                        | 6:58    |  |

| Descarga digital digital |                                       |         |  |
| N.º                      | Título                                | Duração |  |
| 1.                       | "The Flood" (com Emeli Sandé)         | 3:57    |  |
| 2.                       | "The Flood" (The Wideboys Radio Edit) | 3:01    |  |
| 3.                       | "The Flood" (The Alias Radio Edi)     | 3:14    |  |
| 4.                       | "The Flood" (Loco Remix)              | 3:31    |  |
| Duração total:           | Duração total:                        | 13:43   |  |

## Desempenho nas tabelas musicais

### Posições
| Tabela musical (2011)          | Melhor posição |
| ------------------------------ | -------------- |
| Irlanda - IRMA                 | 26             |
| Reino Unido - UK Singles Chart | 18             |

## Histórico de lançamento
| País                 | Data                 | Formato    | Editora discográfica |
| -------------------- | -------------------- | ---------- | -------------------- |
| Irlanda              | 2 de Janeiro de 2011 | EP digital | Fascination          |
| Reino Unido          | 2 de Janeiro de 2011 | EP digital | Fascination          |
| 3 de Janeiro de 2011 | CD single            |            | Fascination          |